# Jack of Fables
Jack of Fables est une série de comics dérivée de la série Fables créée par Bill Willingham. Elle est coécrite par Willingham et Lilah Sturges.

## Synopsis
Cette série narre les mésaventures de Jack de tous les contes après son départ de Fableville (ur). Jack est un « fable », c'est-à-dire un des héros de contes qui, après s'être vu chassés de leurs royaumes par l'Adversaire, se sont réfugiés dans notre monde.
Jack est essentiellement un escroc de mauvaise réputation, essayant sans cesse de gagner de l'argent par tous les moyens (sauf en travaillant) et courtisant les jolies filles. Il possède toutefois des pouvoirs étonnants qu'il développe au fil de ses aventures.

## Autres identités
Jack a de nombreuses identités selon ses aventures :
- Jack de tous les contes
- Jack Horner
- Jack Frost
- Jack O’Lantern
- Jack Laruse
- Jack le tueur de géants

## Publication

### Recueils en anglais
1. The (Nearly) Great Escape (#1–5, février 2007)
2. Jack of Hearts (#6–11, octobre 2007)
3. The Bad Prince (#12–16, juin 2008)
4. Americana (#17-21, décembre 2008)
5. Turning Pages (#22-27, mars 2009)
6. The Big Book of War (#28-32, octobre 2009)
7. The New Adventures of Jack and Jack (#36-40, juin 2010)
8. The Fulminate Blade (#41-45, janvier 2011)
9. The End (#46-50, juillet 2011)

L’arc narratif intitulé The Great Fables Crossover, reprenant les épisodes 33 à 35 de Jack of Fables, est publié dans le 13e recueil de la série Fables.

### Albums en français
1. La Grande Évasion (ou presque) (2009), dessiné par Tony Akins
2. Jack Vegas (2010), dessiné par Tony Akins, Steve Leialoha et Andrew Pepoy
3. Le Mauvais Prince (2010), dessiné par Tony Akins, Russell Braun et Andrew Robinson
4. Americana (2011), dessiné par Russell Braun
5. De page en page (2011), dessiné par Russell Braun et Tony Akins
6. Le Grand Livre de la guerre (2012), dessiné par Russell Braun et Tony Akins

Intégrale :
1. Jack of Fables volume 1 (#1-16), traduction de Jack of Fables - The Deluxe Edition Book One (août 2019, 416 pages).
2. Jack of Fables volume 2 (#17-32), traduction de Jack of Fables - The Deluxe Edition Book Two (mars 2020, 400 pages).
3. Jack of Fables volume 3 (#36-50), traduction de Jack of Fables: The Deluxe Edition Book Three (décembre 2021, X pages).

### Éditeurs
- DC Comics (label Vertigo) : VO
- Panini (collection « 100 % Vertigo ») : tomes 1 à 5 (première édition des tomes 1 à 5)
- Urban Comics (collection « Vertigo Classiques ») : tome 6 (première édition du tome 6) et intégrale en 3 volumes.